# (8036) Maehara
(8036) Maehara est un astéroïde de la ceinture principale.

## Description
(8036) Maehara est un astéroïde de la ceinture principale. Il fut découvert le 26 octobre 1992 à Kitami par Kin Endate et Kazuro Watanabe. Il présente une orbite caractérisée par un demi-grand axe de 3,02 UA, une excentricité de 0,15 et une inclinaison de 6,7° par rapport à l'écliptique.

## Compléments